# Ato Plodzicki-Faoagali
Tupuola Seua’i Ato Leau Plodzicki-Faoagali (geb. 18. Februar 1999 in Sydney, Australien) ist ein samoanischer Boxer.
Er trat für Samoa bei den Pazifikspielen, den Commonwealth Games und den Olympischen Sommerspielen 2020 in Tokio an. Danach begann er eine Karriere als Profi-Boxer.

## Amateur-Karriere
Ato Plodzicki-Faoagali trat bei den Pazifikspielen 2019 an, wo er im Wettbewerb light heavyweight Gold errang. Durch die COVID-19-Pandemie hatte er keine Möglichkeit in der Vorbereitung auf die Olympischen Spiele 2020, aber er konnte in Australien mit seinem Teamkollegen Marion Ah Tong trainieren. Bei den Olympischen Spielen wurde er vom belarussischen Boxer Uladsislau Smjahlikau im ersten Kampf besiegt. Nach den Olympischen Spielen konzentrierte er sich auf die Vorbereitung der Commonwealth Games 2022 in Birmingham. Am 14. Juli 2022 wurde er als Mitglied des Teams von Samoa für die Spiele ausgewählt. Er erreichte das Finale im Wettbewerb heavyweight, unterlag dort jedoch Lewis Williams und errang die Silbermedaille.

## Professioneller Boxer
Plodzicki-Faoagali gab sein Debüt im Profiboxen am 25. November 2022 im Faleata Sports Complex in Apia, Samoa, zusammen mit seinem Teamkollegen Marion Faustino Ah Tong. Plodzicki-Faoagali trat gegen den fidschianischen Boxer Apisai Naciqa an und gewann den Kampf mit technischem KO (TKO).

## Familie
Plodzicki-Faoagali wurde in Sydney geboren. Er hält zwei Matai-Titel: Tupuola von Sa’aga, Siumu and Seua’i con Tuana’i.